# Doris Akers
Doris Mae Akers (21 mai 1923 - 26 juillet 1995) est une compositrice, arrangeuse et chanteuse  de musique gospel afro-américaine

## Biographie
Doris Akers est considérée comme "l'une des compositrices de gospel les plus sous-estimées du 20e siècle et a écrit plus de 500 chansons".Connue pour son travail avec le Sky Pilot Choir, elle est intronisée au Gospel Music Hall of Fame en 2001.